# Șalom Aleihem
Șalom Aleihem sau Șolom Aleihem precum și Șalom Alehem  (în idiș שלום־עליכם, în traducere, Pace Vouă; în rusă Шолом-Алейхем; n. 5 martie 1859, Pereiaslav, gubernia Poltava⁠(d), Imperiul Rus – d. 13 mai 1916, New York City, New York, SUA) a fost pseudonimul scriitorului, dramaturgului și publicistului evreu rus de limbă idiș Șolom Nahumovici Rabinovici, autor de romane, nuvele, piese de teatru și cel dintâi care a scris literatură pentru copii. A zugrăvit cu realism, ironie fină și compasiune viața „oamenilor mici” (în idiș „kleine Menșelech”), lumea evreilor din orașele și târgușoarele din răsăritul Europei la sfârșitul secolului al XIX-lea și în primii ani ai secolului al XX-lea. El a fost unul din ctitorii și clasicii literaturii moderne, mentor al scriitorilor în limba idiș din vremea lui alături de Mendele Moher Sfarim și I. L. Pereț.

## Biografia

### Copilăria

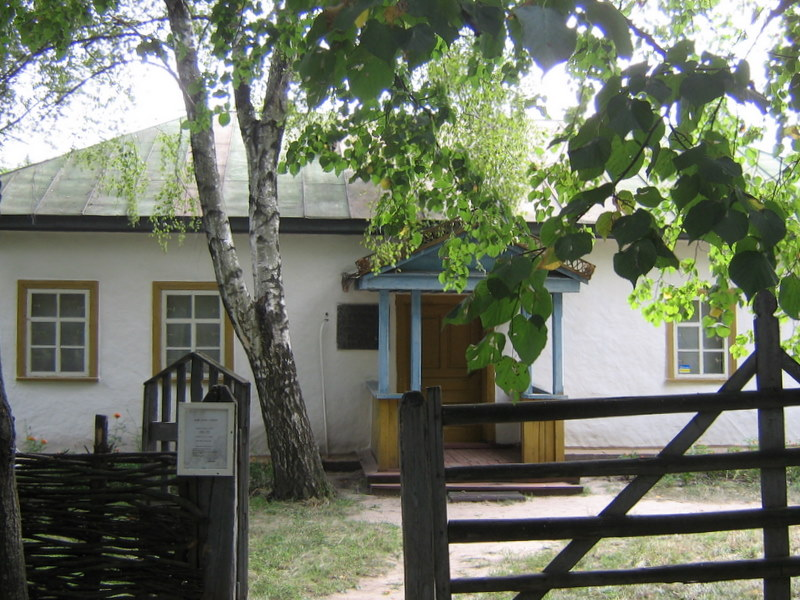
Muzeul Șalom Aleihem la Pereiaslav

La 2 martie 1859 se naște ca Șolem Rabinovici (alternativ: Șolom, Șulem, Rabinovitz, Rabinovici, etc.), în târgul Periaslav, la est de Kiev, în gubernia Poltava din Ucraina, ca al treilea din cei doisprezece copii ai negustorului de grâne și cherestea Menahem Nuhem (Menahem Nahum) Rabinovici, om cultivat, admirator al curentului laic ebraic Haskala, și ai Haiei Ester, născută Gamarnițka (Gamarnik). La câțiva ani după nașterea viitorului prozator, familia sa se mută la Voronka sau Voronkov, un mic târgușor din aceeași gubernie, care i-a servit drept model pentru „Kasrilifka” din scrierile sale. În urma falimentului tatălui său cauzată de un partener de afaceri necinstit, toată familia e nevoită să se înapoieze la Pereiaslav unde părinții iau în administrare un han. Șolem Rabinovici stă acolo până la vârsta de 13 ani, când mama lui moare de holeră. Este apoi trimis la Boguslav (id.Boslov) unde locuiau bunicii din partea mamei, până ce tatăl său se recăsătorește cu o femeie certăreață, mamă vitregă cu care copilul Șolem nu se împăca prea bine. Bunicul Moișe Iosef (Moshe Yosef) Gamarnițki sau Gamarnik hasid Habad, a însuflețit imaginația copilului cu poveștile sale despre sfere cerești și Cabala. Scriitorul își va povesti copilăria și tinerețea mai târziu în „Întoarcerea de la iarmaroc - Povestiri din viață”. Găsim acolo următorul portret al tatălui său:
„Un om înalt, cu o mână veșnic preocupată, cu fruntea albă și încrețită, cu o bărbiță rară, surâzătoare, un gospodar, cunoscător al Talmudului, al Bibliei și al limbii ebraice, adept al rabinului făcător de minuni din Tolne și admirator al lui Mapu, al lui Slonimsky și al lui Țederbaum (scriitori și publiciști în limbile ebraică și idiș) un om vestit pentru mintea lui ageră, mediator și sfătuitor, jucător de șah și totodată mare cunoscător de briliante și perle - iată adevarata fizionomie a tatălui eroului nostru, pe nume reb Nuhăm sin Vevik, care în târgul Voronka trecea drept cel mai mare bogătaș.”—Shalom Aleihem vorbind despre tatăl său

### Studiile și primele încercări literare
Talentat observator și imitator al oamenilor și înzestrat cu darul de povestitor din fragedă vârstă, micul Șalom se familiarizează deja la 12 ani cu literatura în limba ebraică, gustată în mod deosebit de tatăl său, și se exersează în a compune scrieri în această limbă, în spiritul lui Avraham Mapu și a altor scriitori. Inspirat de limbajul idiș pestriț al mamei sale vitrege, tânărul Șalom redactează și un dicționar alfabetic al ocărilor acesteia ("Lexiconul limbajului mamei vitrege") spre mai marele haz al tatălui. La 15 ani scrie în idiș povestirea „Un Robinson Crusoe evreu”, inspirată de celebrul roman al lui Daniel Defoe.
Când în 1873 termină școala tradițională evreiască, tatăl său se hotărăște să-l înscrie la un liceu rus de stat din Periaslav, pentru a căpăta și o educație generală laică adecvată. Șalom se distinge la învățătură, capătând și o bună stăpânire a limbilor rusă și germană. În timpul liber frecventează pe cantorii și pe „clezmerii (interpreți de muzică populară evreiască)  găzduiți în hanul administrat de tatăl său, care îi vor sluji mai târziu drept surse de inspirație personajelor a două din primele sale romane în limba idiș „Iosele Solovei” și „Stempeniu”. La 16 ani suferă o criză sufletească trecătoare când se îndrăgostește de fata unui cantor, care în cele din urmă fuge cu un tânăr rus creștin. Rezonanțele acestui detaliu biografic din tinerețe au fost tematizate ulterior în „Tevi lăptarul”.

### Orientarea spre scrisul în idiș

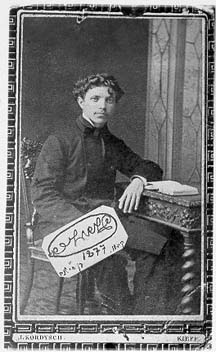
Șalom Aleihem în anul 1877

După terminarea studiilor liceale (1876) și ieșirea din criza romantică amintită, din lipsa  posibilității materiala de a studia mai departe, cum ar fi dorit, la Seminarul pedagogic din Jitomir și pentru a se întreține dă câtva timp lecții de limba rusă la Periaslav și apoi în târgul vecin, Rjișcev. În 1877 sosește la Sofievka (gubernia Kiev) pe moșia viitorului său socru, bogatul arendaș Elimeleh Loev, care îl angajase să dea lecții fiicei sale Udl (Olga Golda). În casa acestuia are prilejul de se familiariza cu operele clasicilor literaturii ruse și universale și, cu încurajarea amfitrionului, de a persevera în  scris. După trei ani zugrăviți de scriitor ca idilici, Loev descoperă „romanul” inacceptabil  dintre tânărul mediator și elevă și este concediat. Î-și caută norocul la Kiev, unde risipeste  toate economiile, așa că revine în localitatea natală. Între anii 1880 - 1883 lucrează ca „rabin de stare civilă”, investit de guvern  (în ebraică ; „rav mi'taam”), în târgul Lubno, aflat tot în gubernia Poltava.
În 1879 debutează în revista ebraică „Hameliț” („Prezentatorul”), apoi, între altele, în  revista „Hațefira”. Pe atunci ebraica nu era vorbită în mod curent, fiind uzitată mai ales în scopuri religioase, dar exista deja, începând din evul mediu și o literatură ebraică laică. Tânărul scriitor și povestitor, nu s-a simțit însă satisfăcut de arhaismul și accesibilitatea restrânsă pe atunci a ebraicei, mai ales a celei în stil biblic difuzată de mișcarea Haskala, și a simțit curând nevoia de a scrie în idiș, (denumit cu dispreț și „jargon” de către unii dintre maskilim și sioniști, și mai ales, de către asimilaționiști). Idișul era, realmente, un jargon de sursă germană medievală amestecat cu cuvinte și sintagme ebraice, o limbă savuroasă, vie, folosită în viața de zi de zi de marea masă a evreilor așkenazi din răsăritul Europei și din alte meleaguri.  

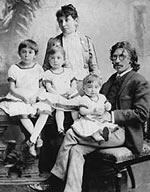
Șalom Aleihem cu familia

La 2 mai 1883 se căsătorește la Kiev cu fosta sa elevă, Olga Golda Loev, împotriva voinței părinților ei. Ea va naște șase copii. Presiunile socrului său îl determină pe Șalom Aleihem să părăsească funcția de „rabin-ofițer de stare civilă” (Șalom Aleihem nu a fost absolvent de ieșiva și nu a fost hirotonisit ca „rabin adevărat”)
În același an, 1883, publică primele scrieri în limba idiș în săptămânalul „Dos Idișe Folksblat” din Petersburg editat de gazeta „Hamelitz”. Cu această ocazie, de la a doua povestire publicată, va semna cu pseudonimul umoristic cu care va deveni consacrat, „Șalom Aleihem”, care este salutul tradițional multisecular al evreilor în ebraică și idiș, însemnând „Pace vouă” (în arabă, As-Salam-u aleikum, iar în latina liturgică creștină Pax vobiscum). A scris sub pseudonim și pentru a ascunde de tatăl și socrul său, adepți ai literaturii în ebraică, faptul că preferase să se dedice scrisului în limba idiș. Aflând în cele în urmă de succesul schițelor și foiletoanelor  umoristice ale fiului său, Nahum Rabinovici îsi va exprima totuși satisfacția, dar totodată și marele regret că el își risipește talentul în „limba bucătăreselor și a servitoarelor”, cu alte cuvinte a femeilor evreice, în loc de ebraică, limba învățaților și a scriitorului mult admirat din mișcarea Haskala, Avraham Mapu, (în vremea aceea evreicile nu aveau acces la „heder”, „ieșiva”, sau alte școli religioase cu limba de predare ebraică deci, tezaurul cultural în limba ebraică le era puțin accesibil).

### Debutul activității sale literare. Mentor al tinerelor talente

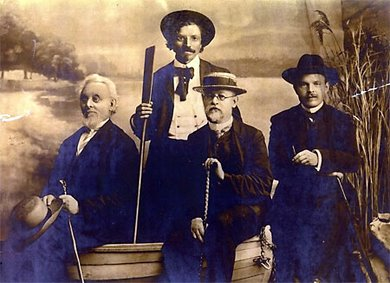
Scriitorii Mendele Moher Sfarim, Ben-Ami, Haim Nahman Bialik și Șalom Aleihem la Odessa, 1910

Șalom Aleihem continuă să publice și în ebraică (la "Hamelitz" și în antologia editată de I.H.Ravnițki) precum și în publicații rusești, inclusiv în principala gazetă evreiască în limba rusă,„Voshod” din Odessa.
Stabilit la Belaia Țerkov (1883 - 1891) încearcă să-și întrețină familia prin activități din domeniul bursei în metropola apropiată, Kiev.
In 1883 apare prima sa povestire în idiș (publicată sub numele de Sholem Rabinovici) „Două pietre” (idiș Țvei Șteiner).
În anul 1885, murind socrul său, Loev, tânărul scriitor, devenit executor testamentar, și soția sa  moștenesc o sumă considerabilă de bani. Șalom Aleihem găsește ocazia de a finanța cu o parte din moștenire un almanah idiș de cultură, critică și știință numit „Di Idișe Folksbibliothek” (Biblioteca populară evreiască) care va apărea doi ani, 1888 și 1889, dar care va da un imbold remarcabil scriitorilor în această limbă. Mulți tineri literați evrei își vor vedea publicate povestirile și poeziile în aceste almanahuri plătite cu onorarii generoase care le va facilita  munca de creație. Unul dintre ei a fost I. L Pereț care a debutat cu balada sa „Moniș”. Datorită activității de creator, mentor și mecenat a lui Șalom Aleihem, 1888 devine un an crucial în istoria literaturii idiș.
Ca și în „Romanul unui om de afaceri”, în anul 1890 Șalom Aleihem își pierde întreaga avere în
speculații de bursă și întâmpină mari greutăți în a tipări a treia ediție a almanahului său. Soția sa e nevoită să-și vândă puținele obiecte de preț în acest scop. Încă o ediție a „Bibliotecii populare evreiești” o va publica în 1894 cu sprijinul financiar al unuia din membrii familiei magnatului evreu Brodski, la care lucrase o vreme. În acești ani, se pare, contractează tuberculoza de care va suferi și care-i va scurta viața.

### Activitatea de scriitor și de critic literar

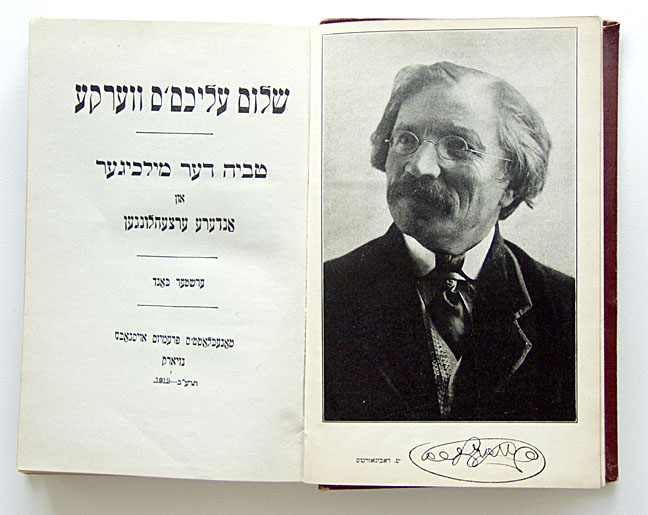
Portretul și semnătura lui Șalom Aleihem într-o carte de povestiri în idiș

În această perioadă Șalom Aleihem publică primele sale romane în limba idiș, persiflând fără milă romanele vulgare la modă, ca acelea ale prolificului Shomer. Nici creațiile lui I. L. Pereț nu-i scapă condeiului său necruțător (1892) ceea ce, bineînțeles, contribuie la răcirea relațiilor dintre cei doi. Vor avea însă ocazia să se întâlnească personal în 1904 la Varșovia.
După eșecul avut la bursa din Kiev, scriitorul își incearcă norocul în celalaltă metropolă din regiune, Odesa, unde se stabilește în anul 1891. În ciuda angajamentului de a nu se mai complica în afaceri și de a se dedica în întregime scrisului, nu poate să se țină de cuvânt deoarece editorii îi storc aproape tot venitul provenit din vânzarea cărților sale. Continuă prin urmare să se ocupe cu diferite afaceri financiare și revine temporar la Kiev în anul 1893.  
Publică schițe umoristice, foiletoane, nuvele și articole în diverse publicații în idiș, ca de exemplu în revista "Der Yid" ("Evreul"), în gazetele din St Petersburg, "Der Froind" ("Prietenul") și "Der Tug " ("Ziua"), "Hilf" ("Ajutorul"), ș.a. Face turnee de lecturi în public, fiind aclamat  pretutindeni de ascultătorii entuziaști la Kiev, Beloțerkov, Varșovia, Vilna, Berdicev. Cu ocazia unor astfel de turnee face cunoștință cu alți scriitori, la Sankt Peterburg, de pildă, se intreține cu scriitorii ruși Lev Tolstoi, Korolenko, Gorki, Cehov etc .

### Emigrarea
Afectat de antisemitismul oficial din Rusia de la începutul secolului XX (în anul 1904 nu obține aprobările necesare pentru a înființa un cotidian, iar în anul următor 1905 autoritățile nu îi permit să deschidă un teatru idiș la Odessa, așa cum planificase împreună cu actorii Sam Adler si Spivakovski) și ajuns la sapă de lemn, în octombrie 1905 părăsește Rusia pentru a emigra în America. Lipsit de resurse bănești el face numeroase escale în Europa, în România (la Iași), Austro-Ungaria, Elveția, Belgia, Franța și Anglia. Pentru a se întreține organizează lecturi în public și este primit cu căldură. În octombrie 1906 ajunge singur, în sfârșit, în SUA și se stabilește la New York. Restul familiei rămâne la Geneva, în Elveția.
Șalom Aleihem colaboreaza la numeroase publicații în idiș din SUA ("Tageblatt", "Morgen Journal", "Varheit", "Amerikaner"), Polonia ("Unzer Leben" din Varșovia) și Rusia ("Freind" din Petersburg).
După ce constată că nu își poate permite întrețină familia revine curând în Europa și face iarăși turnee prin comunitățile evreiești pentru a supraviețui materialicește. În vara lui 1907 întâlnește în Elveția pe prietenii și colegii Mendele Moher Sefarim și Ben Ami. La o conferință la Haga îl întâlnește și pe poetul de limba ebraică și idiș Haim Nahman Bialik, care se bucura deja de statutul de poet național al evreilor.
În iulie 1908 în timpul unui astfel de turneu în Rusia, leșină în tren la Baranovici, în Belorusia în urma agravării tuberculozei cu accese de hemoptizie  și este internat vreme de două luni într-un spital local. Va descrie ulterior aceasta întâmplare dramatică ca „o întâlnire cu maiestatea sa Îngerul morții”. Din acel moment s-a hotărât să se grăbească cu scrierea cărții autobiografice, (rămasă până la urmă neterminată) „Întoarcerea de la iarmaroc” (în idiș : „Funm Yarid”).
În timpul convalescenței nu izbutește să ia parte, cum planificase, la conducerea primei „Conferințe pentru limba idiș” de la Cernăuți. Locul îi este ținut de confratele Nathan Birnbaum. In următorii ani, conform recomandării medicilor, petrece o parte din timp prin stațiuni balneo-climaterice în Italia (la Nervi) și Elveția (St. Blasien, Lugano, Lucerna). Deseori sănătatea precară nu-i permite desfășurarea altor activități în afara scrisului, căruia îi consacră zile și nopți. În toată această perioadă familia subzistă numai cu ajutorul unor donații din partea unor prieteni și admiratori. În anul 1910, simțindu-se mai bine,   reia colaborarea cu gazetele evreiești. In 1913, la Lausanne, ajutorul financiar primit vreme de mai multe luni de la un admirator bogat, Sisiro, îi inlesnește lucrul la cartea autobiografică.

### Ultimele zile

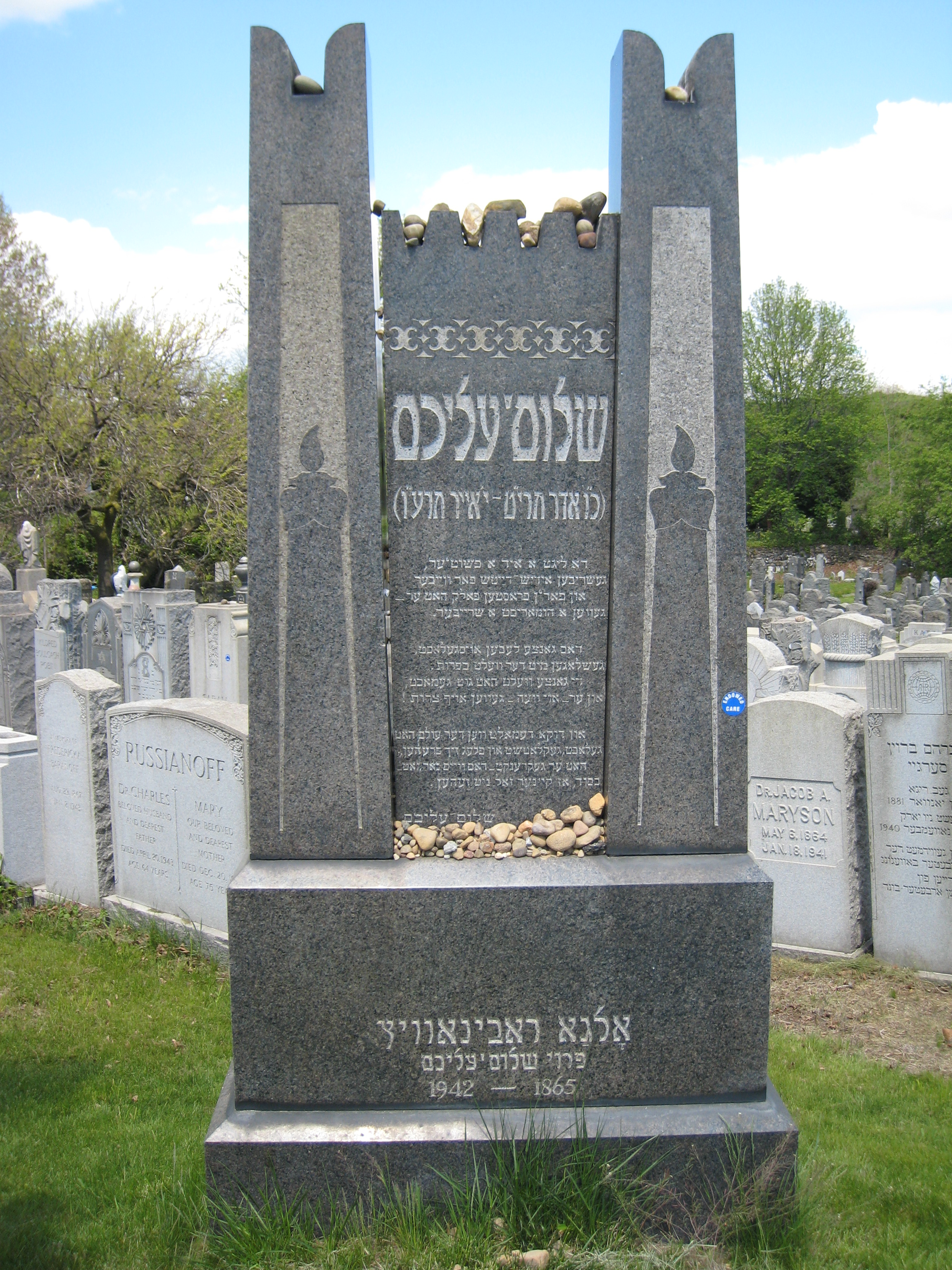
Monumentul funerar al lui Șalom Aleihem în Old Mount Carmel Cemetery, în Queens.

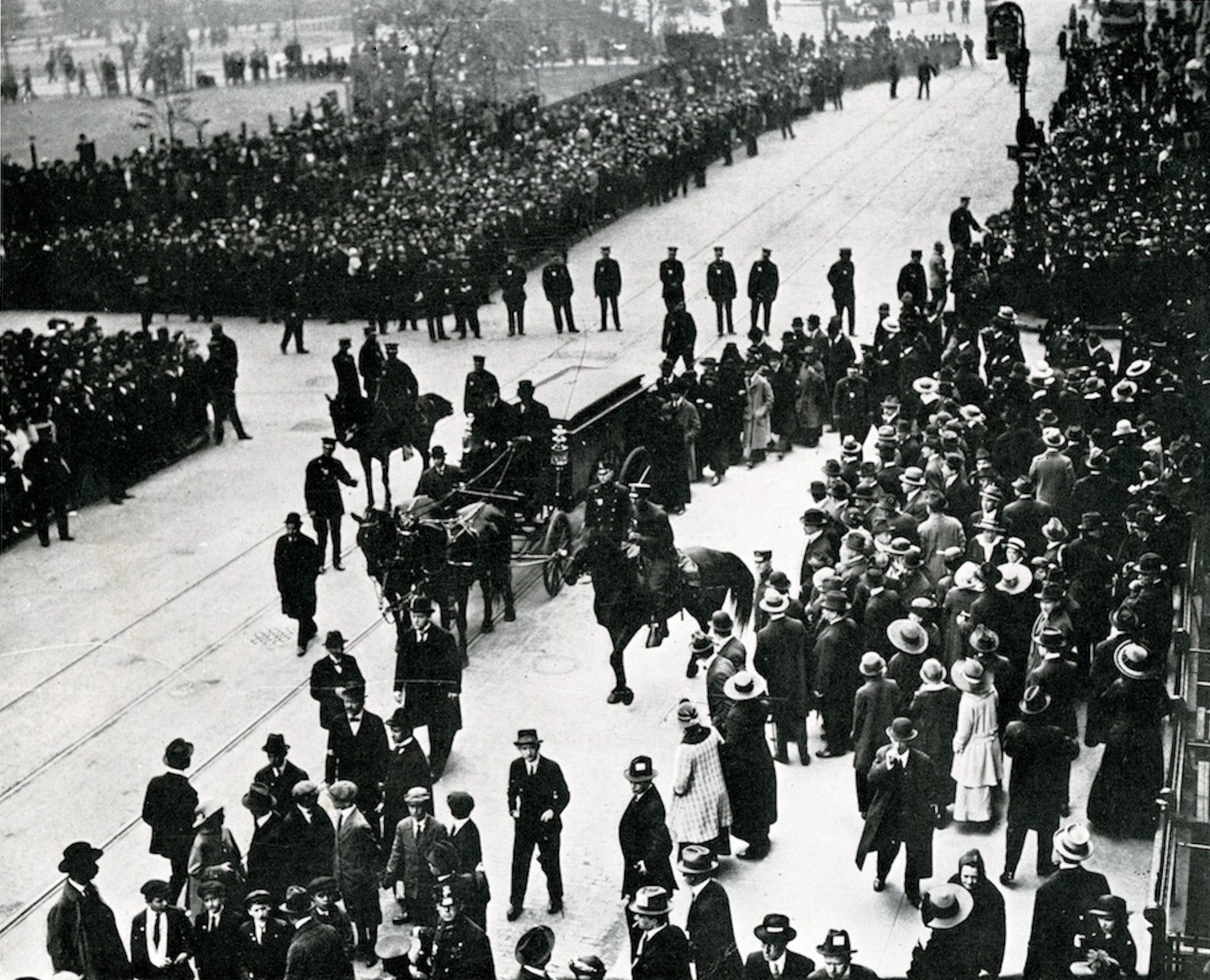
Șalom Aleihem este condus pe ultimul drum, la New York.

În decembrie 1914 se întoarce la New York, de data aceasta însoțit de majoritatea membrilor familiei. Fiului său, Mișa (Moșe), bolnav de tuberculoză, i se refuză intrarea în Statele Unite. El rămâne în Elveția împreună cu sora lui, Emma, și decedează în anul următor, 1915. Pierderea fiului îl deprimă profund pe scriitor.
Grav bolnav de tuberculoză și diabet, Șalom Aleihem se stinge la 57 de ani, dimineața, pe 13 mai 1916, în timp ce lucra la nuvela „Băiatul Motl”. Este înmormântat provizoriu la cimitirul „Mount Carmel” din cartierul New Yorkez Queens.
După o viață de suferințe și lipsuri, înmormântarea lui Șalom Aleihem a fost, se spune, cea mai mare din istoria municipiului New York, cu o participare estimată la circa 100 000 de îndoliați. În ziua următoare, tesatamentul său, publicat în ziarul „New York Times” a fost citit și menționat în Documentele Congresului Statelor Unite
În 1921, conform dorinței sale menționate în testament este transhumat în același cimitir, în parcela rezervată muncitorilor pentru a fi înmormântat printre muncitorii de rând - în mijlocul adevăratului popor.
„Râdeți, doctorii spun că râsul este sănătos!” - Șalom Aleihem.

### In memoriam

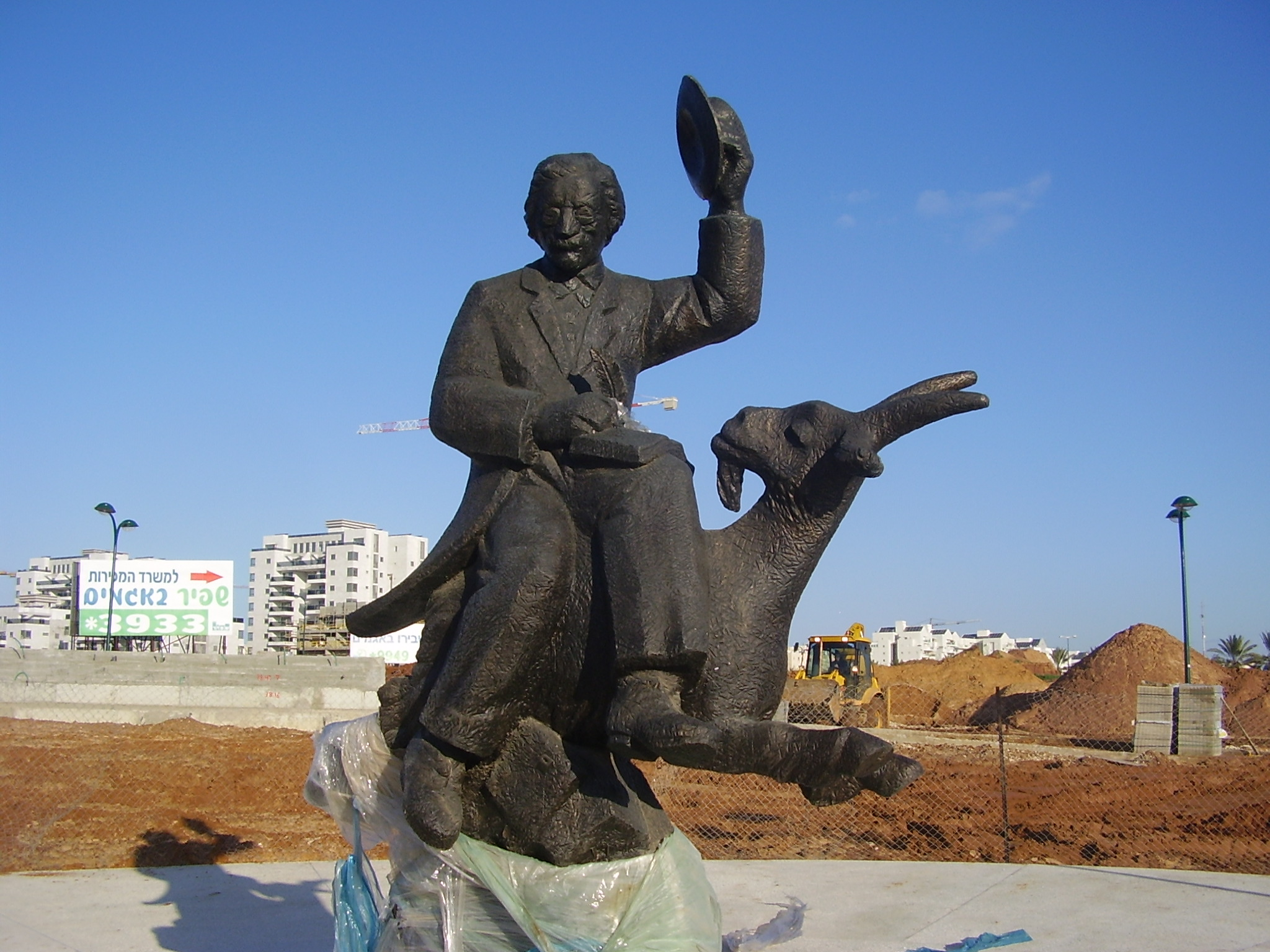
Monumentul lui Șalom Aleihem în Netanya, Israel, executat de sculptorul Lev Segal (2011), fotografie: dr. Avishai Teicher.

- În anii treizeci ai secolului al XX-lea regiunea autonomă evreiască Birobidjan, cu limbile oficiale idiș și rusă, creată de regimul sovietic la granița cu China, a adoptat figura lui Shalom Aleihem ca principal erou cultural. Numele său a fost dat unei străzi principale din orașul Birobidjan și casei de cultură locale.
- În 1996, o porțiune din 33rd Street-East, între bulevardele Park și Madison, în centrul New Yorkului a fost denumită „Sholem Aleichem Place”
- În 1997, un monument dedicat lui Shalom Aleihem a fost ridicat în Kiev; altul a fost ridicat în 2001 la Moscova.
- Un crater de pe planeta Mercur a fost numit in amintirea lui [21].
- La Tel Aviv și în alte orașe ale Israelului s-au numit străzi în memoria sa. Și centrul cultural idiș din Tel Aviv îi poartă numele.

În general, regimurile comuniste au tolerat un oarecare cult cultural al operei lui Shalom Aleihem, desemnat cvasi oficial ca scriitorul cel mai de frunte al etniei evreiești vorbitoare de idiș, recunoscută ca atare. Aceasta a făcut ca opera sa să fie făcută cunoscută și apreciată în traducere încă din anii 1950-1960 și cititorilor din Extremul Orient comunist, în primul rând publicului chinez.

#### Mărci poștale

Mărci
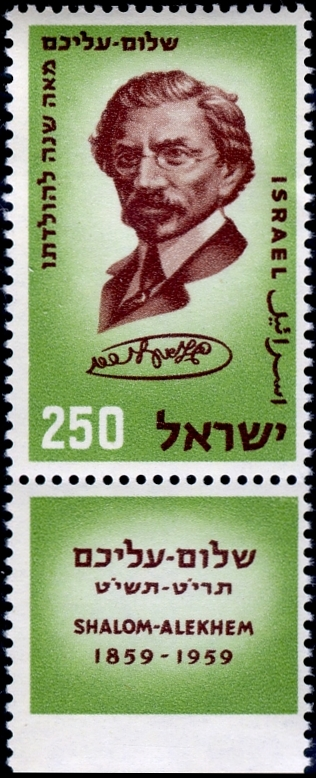
Marcă poștalăIsraeliană din anul 1959 comemorează centenarul nașterii lui Șalom Aleihem
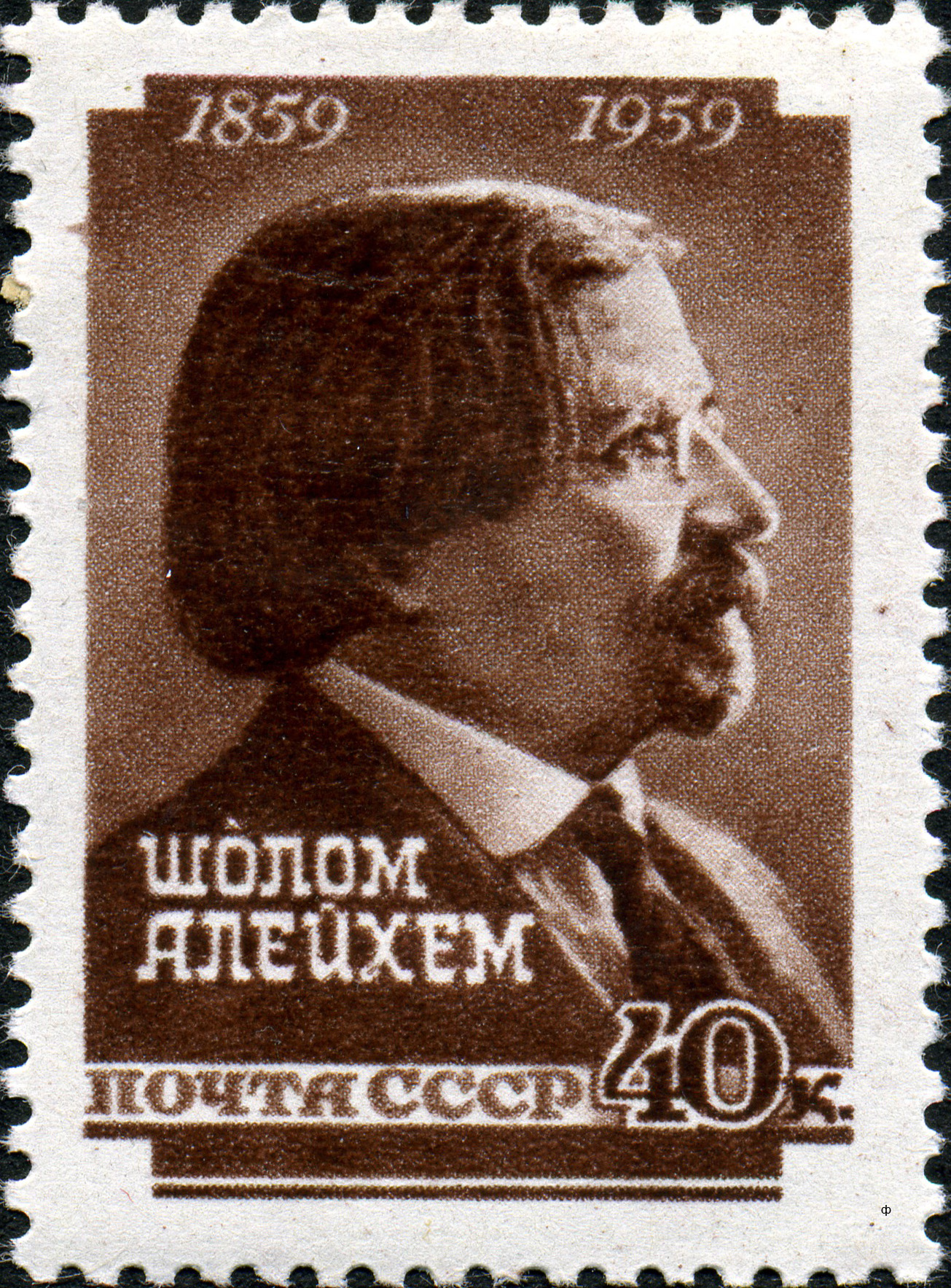
Marcă poștală Sovietică din anul 1959 comemorează centenarul nașterii lui Șalom Aleihem
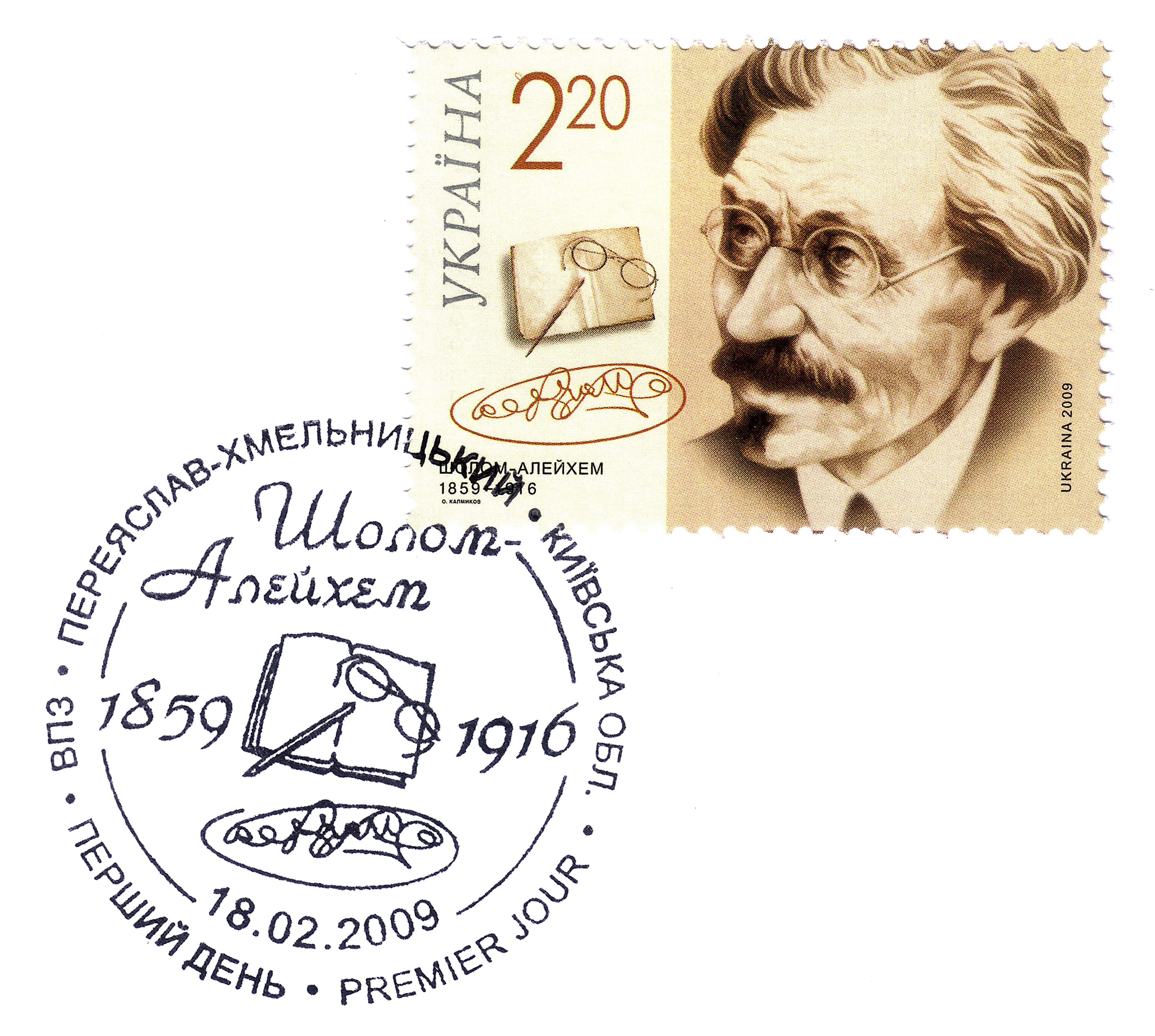
Șalom Aleihem pe o marcă poștalăUcraineană comemorativă din anul 2009
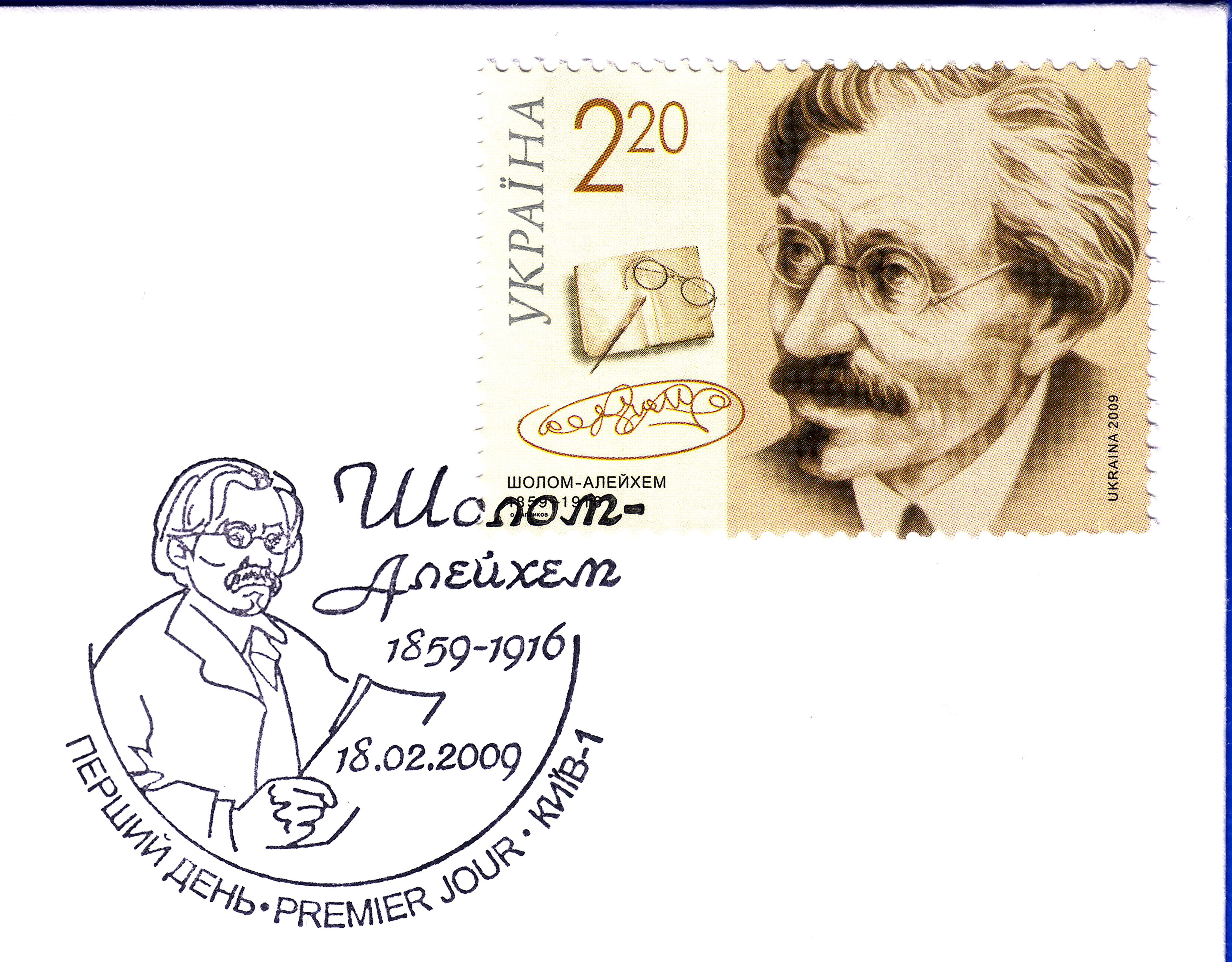
Șalom Aleihem pe o marcă poștalăUcraineană comemorativă din anul 2009

## Opere
- „Farsa tragica : Un roman nemaipomenit”.  Traducere din limba idis de S. Stein, 2 vol., Editura ARA, București, 1992
- „Gimnaziu.”  Editura Mantuirea s.a., București.
- „O femee data dracului - Umor evreesc”,  Editura Adam, [s.a.] București.
- „Stația Baranovici” și alte schițe, Traducere : C.Sateanu, Editura Viata Romineasca, Iași, 1921.
- „Stele ratacitoare”, Editura pentru Literatură Universală, București 1964.
- „Întoarcere de la iarmaroc - povestiri din viață”  trad. de Olga Brateș și Meer Sternberg, Editura pentru Literatura Universala, București 1966.
- „Mi-e dor de acasă” și alte povestiri, trad. Horia Carp.
- „O catastrofă comica”, Trad.de C.Șăteanu.
- „Povestiri tragicomice”.
- „Un șaizeci și șsă” și alte nuvelete umoristice, Trad. C.Săteanu.
- „O catastrofă care n-a avut loc, povestiri de pe drumul-de-fier”, Trad. Anton Celaru, Ed Hasefer, 1995.
- „O capră și-un vitel, un hoț mititel, un meșter scamator și alții asemenea lor...

povestiri pentru copii din literatura clasică idiș, scrise în colaborare de: Mendele Moiher Sforim, Salom Aleihem și I.L. Pereț, traducere de Anton Celaru, ilustrații de Tia Peltz, cuvânt înainte acad. prof. dr. N. Cajal București, Hasefer, 1995
Dintre operele lui Șalom Aleihem traduse în românește de scriitorul I. Ludo: 
- „Menachem Mendel”, București, 1923.
- „Nolewka la băi”, București, 1941.
- „Comoara”, „Lozul cel mare”, în „Patru opere dramatice”, București, 1945.
- Romanul unui om de afaceri, București, 1948. Retipărit Editura Minerva, Biblioteca pentru toți, nr. 581, București, 1970.
  - Prefațată și cu tabel cronologic de V. Moglescu, Editura Minerva, București, 1970
- „Băiatul Motl”, București, 1949.
- „Mister Green are o slujbă și alte povestiri”, București, 1951.
- „Opere alese”, cu prefața traducătorului,  Editura de Stat pentru Literatură și Artă, București, 1959.
  - Trad. de Olga Brateș și Meer Sternberg, cu o pref. de Marin Sorescu, 5 vol., Editura pentru Literatura Universala, București, 1964, Indici de clasificare  821.411.16'08
- „Halal de mine, sunt orfan”, București, 1956. 
  - Prefațată și cu tabel cronologic de V. Moglescu, Editura Minerva, București, 1970
- Tevi lăptarul, Editura pentru literatură, colecția Biblioteca pentru toți, nr. 59, București, 1961.
  - Traducerea: I. Ludo (Isac Ludo)
- „Schițe și Povestiri”, Editura pentru Literatura Universala, București, 1968 (în colaborare).
- „Stăteam trei la taifas”, București, 1964(?)
- „Patru opere dramatice”, Trad. I. Ludo, S. Ansky, S. Berger, Seria: Biblioteca Hehaluț, Ed. Bicurim, București, 1945.